# Corazón salvaje (série télévisée, 2009)
Corazón salvaje est une télénovela mexicaine diffusée en 2009 - 2010 par Canal de las Estrellas, diffusée du lundi au vendredi à 21 heures.

## Synopsis
À Veracruz, au milieu du XIXe siècle, vivent les sœurs Leonarda et María del Rosario Montes de Oca. Depuis qu’elles sont orphelines, elles vivent sous la protection de leur cousin Rodrigo Montes de Oca, qui aime María del Rosario mais est aimé de Leonarda. María del Rosario est amoureuse du pêcheur Juan de Dios San Román et attend de lui un enfant. Le méchant Rodrigo, en apprenant qu'ils vont se marier, interrompt le mariage, met Juan De Dios en prison et enferme María del Rosario dans une hacienda isolée pour qu'elle puisse cacher sa disgrâce. 
Leonarda assiste à l’accouchement de sa sœur et lui apprend que l'enfant est mort. Cela la rend folle, puis elle décide de faire croire à tout le monde que María Del Rosario est décédée. Le garçon est adopté par de bonnes personnes et finit par retourner aux côtés de son père, mais sur son lit de mort, il jure de venger sa mère et tous les dégâts que les Montes de Oca lui ont causés. 
Désormais, le petit Juan de Dios sera le redoutable Juan del Diablo. Adopté par le marchand Juan Aldama, Juan Del Diablo prend le nom de son protecteur et entreprend de se venger, mais l'amour s'y oppose sous la forme d'Aimée Montes de Oca, l'une des filles de Rodrigo. Cependant, Aimée, intéressée, épouse son cousin Renato Vidal Montes de Oca, le fils de Leonarda, et garde Juan comme amant. Jusqu'à ce qu'intervienne la novice Regina Montes de Oca, la sœur jumelle d'Aimee, qui, pour sauver la réputation de sa sœur, est même prête à épouser Juan.

## Distribution
- Enrique Rocha : Rodrigo Montes de Oca
- Eduardo Yáñez : Juan de Dios San Román Montes de Oca "Juan del Diablo" / Juan Aldama de la Cruz
- Aracely Arámbula : Regina Montes de Oca Ribera / Aimée Montes de Oca Ribera
- Cristian de la Fuente : Renato Vidal Montes de Oca
- Helena Rojo : Leonarda Montes de Oca de Vidal
- Sebastián Zurita : Gabriel Álvarez
- Angélique Boyer : Jimena / Estrella / Ángela Villarreal
- Elizabeth Gutiérrez : Rosenda
- María Rojo : Clemencia
- Laura Flores : María del Rosario Montes de Oca
- René Casados : Noel Vidal
- Osvaldo Ríos : Juan de Dios San Román
- Laisha Wilkins : Constanza Montes de Oca
- Manuel Ojeda : Fulgencio Berrón
- Salvador Pineda : Arcadio
- Lisardo : Federico Martin Del Campo
- Alejandro Ávila : Dr. Pablo Miranda
- Luis Gatica : Remigio García
- Patricia Martínez : Aurora Garcia
- Raymundo Capetillo : Raúl de Marín
- Silvia Manríquez : Madame Marlene De Fontenak / Magda
- Isabel Madow : Brigitte
- Zaneta Seilerova : Fifi
- Ricardo Kleinbaum : Phillip
- Michelle Ramaglia : Lulú
- Lucía Guilmáin : Griselda
- Sergio Acosta : Servando
- Arturo García Tenorio : Santos
- Ignacio Guadalupe : Pedro
- Fernando Robles : Alguacil
- Mayahuel del Monte : Mirta
- Carlos Gascon : Branko
- Roxana Rojo de la Vega : Salma
- Archie Lanfranco : Santiago Aldama de la Cruz
- Ivonne Ley : Mabel
- Toño Infante : Celestino
- Susana Lozano : Mariela Villarreal
- Gustavo Rojo : Alberto Villarreal
- Rosángela Balbó† : Inés de Villarreal
- Lola Merino : Eloísa de Berrón
- Felipe Sánchez : Juan del Diablo / Juan Aldama de la Cruz (jeune)
- Adriano Zendejas : Juan de Dios San Román Montes de Oca (jeune)
- Robin Vega : Juan de Dios (enfant)
- Omar Yubeili : Renato Vidal Montes de Oca (jeune)
- Andrés Vázquez : Renato Vidal Montes de Oca (enfant)
- Sarai Meza : Regina y Aimée Montes de Oca Ribera (enfants)
- Alejandro Felipe : Remigio García (enfant)
- Joustend Roustand : Remigio García (jeune)
- Julio Alemán : Narrateur
- Pietro Vannucci : Capitain Bretón
- Josefina Echánove : Kuma

## Diffusion internationale
- Canal de las Estrellas
- Canal de las Estrellas Amérique latine
- Megavisión

## Versions

### Corazón salvaje
- Juan del Diablo (1966)
- Corazón salvaje (1966).
- Corazón salvaje (1977).
- Corazón salvaje (1993), produit par José Rendón pour Televisa; avec Edith González, Eduardo Palomo, Ana Colchero et Salvador Pineda.

### Yo compro esa mujer
- Yo compro esa mujer (1960)
- Yo compro esa mujer (1960)
- Eu compro esa muhler (1966)
- Yo compro esta mujer (1969)
- Carolina (1976)
- Yo compro compro esa mujer (1990)

### Sources
- (es) Cet article est partiellement ou en totalité issu de l’article de Wikipédia en espagnol intitulé « Corazón salvaje (telenovela de 2009) » (voir la liste des auteurs).